# Campionat del Món d'esquí nòrdic de 1925
El Campionat del Món d'esquí nòrdic de 1925 fou la primera edició del Campionat del Món d'esquí nòrdic. Es van disputar quatre proves, totes masculines, entre el 4 i el 14 de febrer de 1925 a Janské Lázně, Txecoslovàquia.

## Resultats

### Esquí de fons
| Prova | Or                    | Plata                  | Bronze                |
| 18 km | Otakar Německý (TCH)  | František Donth (TCH)  | Josef Erleback (TCH)  |
| 50 km | František Donth (TCH) | František Häckel (TCH) | Antonín Ettrich (TCH) |

### Combinada nòrdica
| Prova             | Or                   | Plata             | Bronze                   |
| Combinada nòrdica | Otakar Německý (TCH) | Josef Adolf (TCH) | Xaver Affentranger (SUI) |

### Salt d'esquí
| Prova          | Or                | Plata                 | Bronze                |
| Trampolí llarg | Willen Dick (TCH) | Henry Ljungmann (NOR) | František Wende (TCH) |

## Medaller
| Posició | País           | Or | Plata | Bronze | Total |
| 1       | Txecoslovàquia | 4  | 3     | 3      | 10    |
| 2       | Noruega        | 0  | 1     | 0      | 1     |
| 3       | Suïssa         | 0  | 0     | 1      | 1     |
|         | TOTAL          | 4  | 4     | 4      | 12    |